# Recapitulación (música)

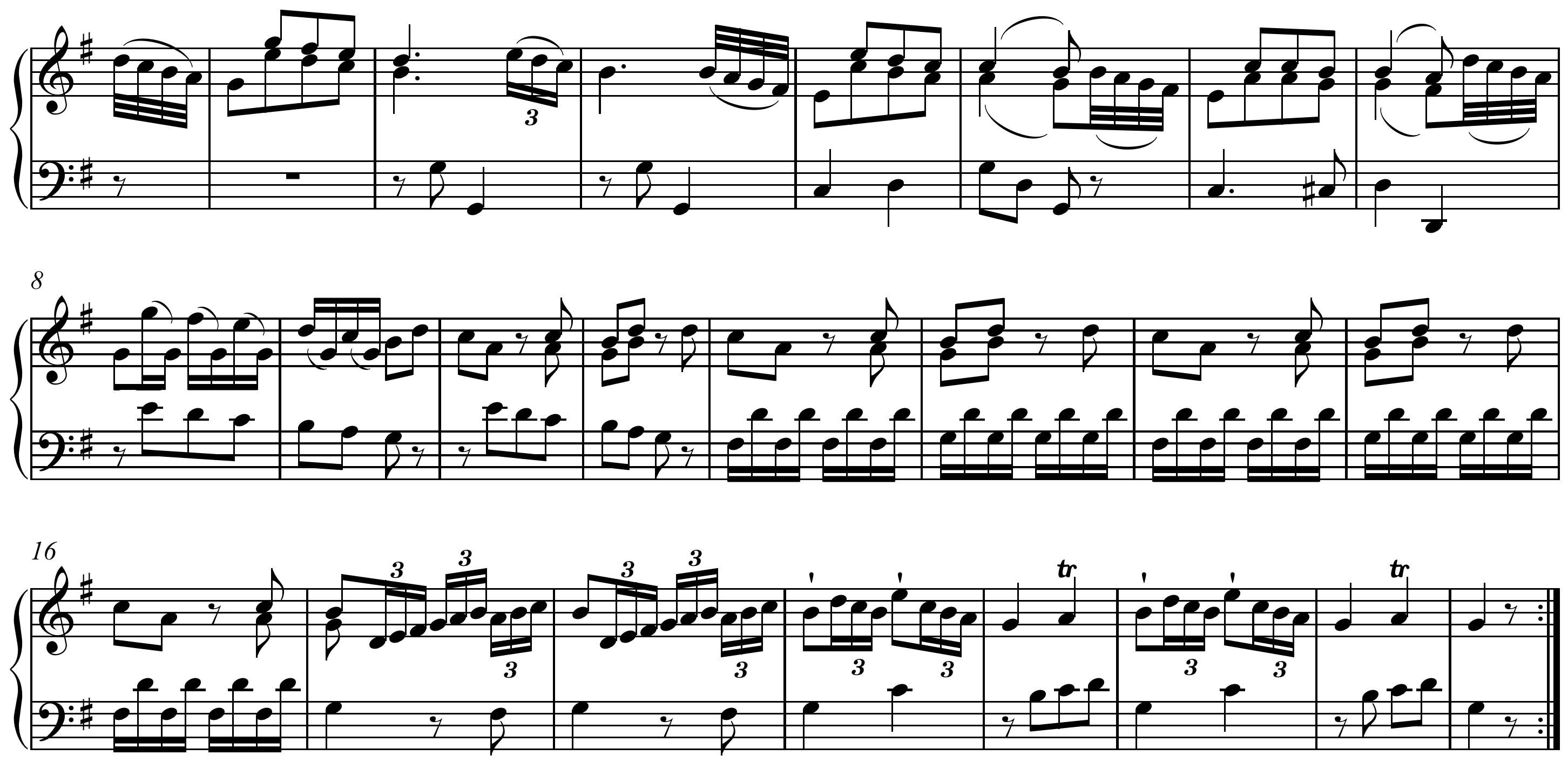
La recapitulación. Haydn Sonata en sol Mayor, Hob. XVI: G1, I, mm. 58-80.

En teoría de la música, la recapitulación es una de las secciones de un movimiento en forma sonata. La recapitulación se produce después de la sección de desarrollo dentro de un movimiento, y generalmente presenta una vez más los temas musicales de la exposición. Este material a menudo se repite en la tónica del movimiento, reafirmando así la tonalidad principal del movimiento.
En algunos movimientos escritos en forma sonata, la recapitulación presenta una clara imagen de la exposición. Sin embargo, muchos otros movimientos escritos en forma sonata, incluso alguno de los ejemplos más antiguos, se separan de este sencillo procedimiento. Los compositores emplean variaciones como la incorporación de una sección de desarrollo secundario, variar el carácter del material original, reordenar su orden, añadir nuevo material temático, omitir de material en conjunto, superponer material que se encontraba guardado por separado en la exposición.
El compositor de un movimiento en forma sonata puede disfrazar el inicio de la recapitulación como una extensión de la sección de desarrollo. Por el contrario, el compositor puede escribir una «falsa recapitulación», que le da al oyente la idea de que la recapitulación ha comenzado, pero si sigue escuchando se dará cuenta de que no es sino una extensión de la sección de desarrollo.

## Para más información
- Rosen, Charles (1988). Sonata Forms (2nd edition). W. W. Norton & Co. Ltd. ISBN 978-0-393-30219-6.
- Rosen, Charles (2005). The Classical Style. Faber & Faber. ISBN 978-0-571-22812-6.

- Datos: Q4393508